# Іса ібн аш-Шейх
Іса ібн аш-Шейх (д/н — після 876) — 6-й емір аль-Тефеліса у 870—876 роках.

## Життєпис
Походив з роду Шейбанідів. Основні відомості про нього містяться в «Літописі Картлі». 870 року після відсторонення його родича Мухаммада призначається еміром аль-Тефеліса.
Намагався втрутитися упротистояння між абхазькими царями Георгієм I, потім Йоване, з Багратом I, ерісмтаваром Іберії, намагаючись повернути хоча би частину Шида-Іберії. Втім без якогось успіху.
876 року замінений якимось Ібрагімом. Подальша доля Іси невідома.